# León de El Pireo
El León de El Pireo (en italiano: Leone del Pireo) es una de las cuatro estatuas de leones expuestas en el Arsenal de Venecia (Italia), donde se exhibía como símbolo del patrón de Venecia, San Marcos. La estatua es de mármol blanco y mide unos 3 m de altura. Destacan dos largas inscripciones rúnicas en sus hombros y costados, probablemente talladas por escandinavos en el siglo XI.

## Historia
Originalmente se encontraba en el puerto de El Pireo de Atenas. En 1687, durante la Gran Guerra Turca contra el Imperio otomano, los venecianos capturaron Atenas y los cañones de Morosini causaron daños en el Partenón, sólo igualados por su posterior saqueo de la ciudad. El comandante naval veneciano Francesco Morosini tomó el león como botín. Existen copias de la estatua también en el Museo Arqueológico de El Pireo y en el Museo de Historia de Suecia de Estocolmo.
El león fue esculpido originalmente en torno al año 360 a. C. y se convirtió en un famoso punto de referencia en El Pireo, donde se erigía desde el siglo I o II d. C. Su prominencia fue tal que el puerto pasó a denominarse en italiano Porto Leone («Puerto León»), ya que el nombre original del puerto dejó de utilizarse. Se le representa sentado, con la garganta hueca y la marca de una tubería (hoy perdida) que le recorre la espalda, lo que sugiere que en algún momento se utilizó como fuente, lo que concuerda con la descripción de la estatua de la década de 1670, según la cual el agua fluía de la boca del león a una cisterna situada a sus pies.
En la segunda mitad del siglo XI, se tallaron dos inscripciones rúnicas en el león. Las runas están talladas en forma de un elaborado lindworm con cabeza de dragón, en un estilo muy parecido al de las piedras rúnicas de Escandinavia. Según la traducción de las runas realizada por Erik Brate, afirman que fueron talladas por «suiar», o los sueones. Los vikingos que tallaron las runas en el león podrían haber sido varegos, mercenarios al servicio del emperador bizantino (romano de Oriente), o vikingos que viajaron desde Escandinavia por la costa atlántica de Europa.

## Inscripciones y transcripciones

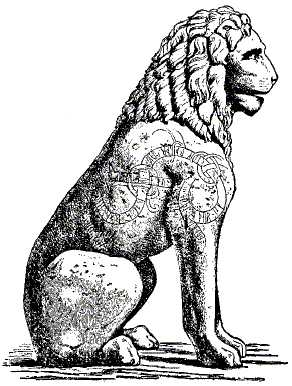
Dibujo del león y su lindworm.

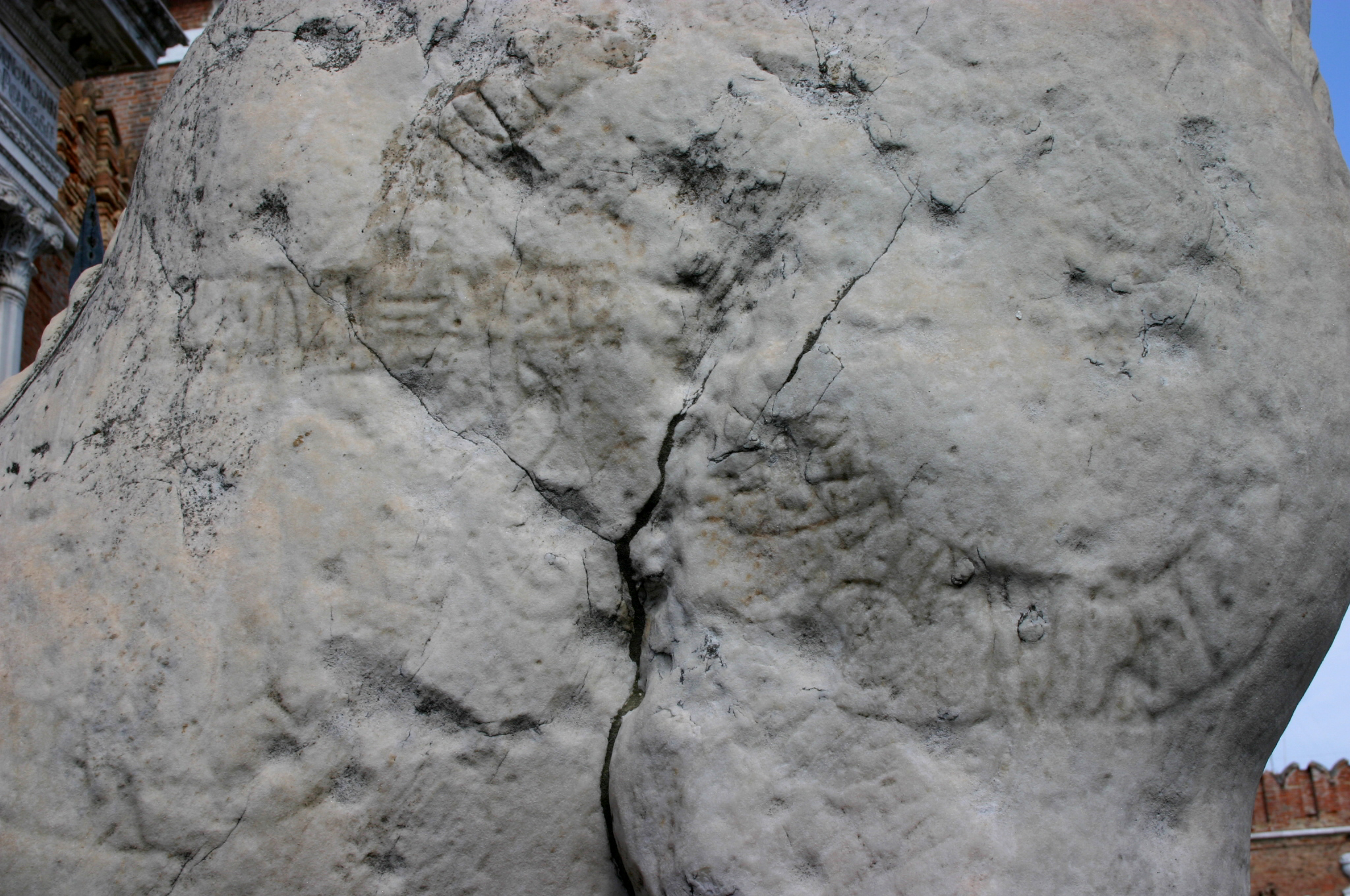
Detalle de las inscripciones en el lado derecho del león, con el contraste aumentado para hacer las runas más visibles

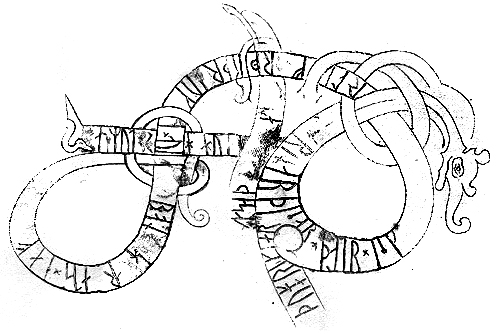
Dibujo destacando las inscripciones rúnicas

Las inscripciones no fueron reconocidas como runas hasta que el diplomático sueco Johan David Åkerblad las identificó a finales del siglo XVIII. Tienen forma de lindworm (un dragón no volador con cuerpo de serpiente y dos o ninguna pata) y fueron traducidas por primera vez a mediados del siglo XIX por Carl Christian Rafn, secretario de la Kongelige Nordiske Oldskrift-Selskab (Real Sociedad de Anticuarios Nórdicos). Las inscripciones están muy erosionadas por la intemperie, lo que hace que muchas de las runas sean apenas legibles. Esto ha obligado a los traductores a reconstruir algunas de las runas, rellenando los espacios en blanco para determinar qué palabras representaban.
Ha habido varios intentos de descifrar y traducir el texto. A continuación, el primer intento de Rafn (1854) y el de Eric Brate (1914), considerado el mejor.

### Transcripción de Rafn
La transcripción de Rafn, con las letras legibles en negrita y las reconstruidas sin negrita, es la siguiente:
Lado derecho del león:
- ASMUDR : HJU : RUNAR : ÞISAR : ÞAIR : ISKIR : AUK: ÞURLIFR : ÞURÞR : AUK : IVAR : AT : BON : HARADS : HAFA : ÞUAT : GRIKIAR : UF : HUGSAÞU : AUK : BANAÞU :
  - Asmund cortó estas runas con Asgeir y Thorleif, Thord e Ivar, a petición de Harold el Alto, aunque los griegos lo consideraron y lo prohibieron.

Lado izquierdo del león:
- HAKUN : VAN: ÞIR : ULFR : AUK : ASMUDR : AUK : AURN : HAFN : ÞESA : ÞIR : MEN : LAGÞU : A : UK : HARADR : HAFI : UF IABUTA : UPRARSTAR : VEGNA : GRIKIAÞIÞS : VARÞ : DALKR : NAUÞUGR : I : FIARI : LAÞUM : EGIL : VAR : I : FARU : MIÞ : RAGNARR : TIL : RUMANIU . . . . AUK : ARMENIU :
  - Hakon con Ulf y Asmund y Örn conquistaron este puerto. Estos hombres y Harold Hafi impusieron una fuerte multa como consecuencia de la revuelta del pueblo griego. Dalk está cautivo en tierras lejanas. Egil se ha ido en una expedición con Ragnar a Rumania y Armenia

Algunos han intentado rastrear el nombre de Harald Hardrada en la inscripción, pero la época en que fue tallada no coincide con su tiempo al servicio del emperador.

### Transcripción de Brate
La transcripción realziada por Erik Brate en 1914 se considera la mejor:
| hiuku þir hilfninks milum hna en i hafn þesi þir min eoku runar at haursa bunta kuþan a uah riþu suiar þita linu fur raþum kul uan farin - tri(n)kiar ristu runar [a rikan strin]k hiuku þair isk[il-] [þu]rlifr - litu auka ui[i þir a] roþrslanti b[yku] - a sun iuk runar þisar. ufr uk - li st[intu] a[t haursa] kul] uan farn | Lo abatieron en medio de sus fuerzas. Pero en el puerto los hombres cortaron runas junto al mar en memoria de Horsi, un buen guerrero. Los suecos pusieron esto sobre el león. Siguió su camino con buenos consejos, oro que ganó en sus viajes. Los guerreros cortaron runas, las tallaron en una inscripción ornamental. Æskell (Áskell) [y otros] y Þorlæifʀ (Þorleifr) las tenían bien cortadas, ellos que vivían en Roslagen. [N. N.] hijo de [N. N.] cortaron estas runas. Ulfʀ (Úlfr) y [N. N.] las colorearon en memoria de Horsi. Ganó oro en sus viajes. |  |